# Hassan og ramadanen
|  | Denne artikel er oprettet af botten Steenthbot ud fra en ekstern database. Den kan derfor have sproglige fejl eller mangler. Denne skabelon kan fjernes efter kontrol af indholdet. |

Hassan og ramadanen er en dansk dokumentarfilm fra 2017 instrueret af Ulla Søe.

## Handling
Hassan på 11 år bor i Køge. I år har han for første gang valgt at faste til ramadanen ligesom sine store brødre i familien. Men hvordan skal det gå, når Hassan også vil være dygtig i skolen, til fodbold og til alt det andet i hverdagen og samtidig ikke må spise eller drikke fra kl. 02 nat til solnedgang kl. 22?
I gennem 17 webisode afsnit følger vi Hassan fra han beslutter sig til at ville faste, gennem ramadanmåneden og frem til Eid-festen. Eid er muslimernes årlige højtid ligesom julen er for kristne. Ramadan-måneden er lidt af en manddomsprøve for en 11-årig og der er meget på spil for en dreng som Hassan.
Målet med serien har været at skabe en hverdagsfortælling om en muslimsk dreng i Danmark, så etnisk danske børn får et større kendskab til muslimers store højtid og for at give muslimske børn en oplevelse af, at deres historier bliver fortalt til andre børn.
Serien skal vises på TV fra d. 27. maj 2017, hvor ramadanen starter i år og bygger op til én dokumentarfilm, der vises d. 25. juni, når ramadanen slutter og der er Eid-fest.
Serien følger Hassan, der har besluttet sig for at faste fuldt ud i ramadan-måneden. Ramadanan falder på forskellige tidspunkter år for år, men sidste år, hvor vi var med, var det i juni/juli. Det betød, at Hassan ikke måtte spise eller drikke fra kl. 02 - kl. 22.
Det er 20 timer uden vådt eller tørt. Det er lang tid, når man er 11 år og både går i skole, spiller fodbold og saxofon.